# Mission Bells (film 1913 American)
Mission Bells è un cortometraggio muto del 1913. Il nome del regista non viene riportato nei credit del film che fu interpretato da J. Warren Kerrigan e Vivian Rich.

## Produzione
Il film fu prodotto dalla Flying A (American Film Manufacturing Company).

## Distribuzione
Distribuito dalla Mutual Film, il film - un cortometraggio in una bobina - uscì nelle sale cinematografiche USA il 31 luglio 1913.